# Municipio de Sandy (condado de Stark)
El municipio de Sandy (en inglés: Sandy Township) es un municipio ubicado en el condado de Stark en el estado estadounidense de Ohio. En el año 2010 tenía una población de 3675 habitantes y una densidad poblacional de 69,04 personas por km².

## Geografía
El municipio de Sandy se encuentra ubicado en las coordenadas 40°41′37″N 81°16′49″O / 40.69361, -81.28028. Según la Oficina del Censo de los Estados Unidos, el municipio tiene una superficie total de 53.23 km², de la cual 53,21 km² corresponden a tierra firme y (0,05 %) 0,03 km² es agua.

## Demografía
Según el censo de 2010, había 3675 personas residiendo en el municipio de Sandy. La densidad de población era de 69,04 hab./km². De los 3675 habitantes, el municipio de Sandy estaba compuesto por el 96,14 % blancos, el 1,82 % eran afroamericanos, el 0,14 % eran amerindios, el 0,38 % eran asiáticos, el 0,11 % eran de otras razas y el 1,41 % eran de una mezcla de razas. Del total de la población el 0,65 % eran hispanos o latinos de cualquier raza.